# 고려인: 믿을 수 없는 사람들
“《고려인: 믿을 수 없는 사람들》”(Koryo Saram: The Unreliable People)은 2006년 10월 29일 개봉한 미국의 다큐멘터리 영화이다. 데이비드 정(Y. David Chung)과 맷 디블(Matt Dibble)이 감독을 맡았다. 영화는 1937년 중앙아시아로 강제 이주된 구소련의 고련인에 관한 이야기로, 2007년 캐나다 국립영화위원회 최우수 다큐멘터리 상을 수상했다.